# بول دافيس
بول تشارلز وليام دافيس (بالإنجليزية: Paul Charles William Davies)‏ عالم فيزياء بريطاني مشهور ولد في 22 إبريل 1946 مؤلف ومقدم برامج، وحالياً أستاذ جامعي في جامعة ولاية أريزونا ومدير مركز بيوند BEYOND مركز المفاهيم الأساسية في العلم، يشارك في معهد الدراسات الحكومية في جامعة شابمان في كاليفورنيا، كما تولى مناصب جامعية أخرى في جامعة كمبردج وجامعة لندن وجامعة نيوكاسل وجامعة أدليد وجامعة ما كوري، ومجال اهتماماته البحثية هو الفيزياء الكونية والنظرية الكمومية وعلم الفلك البيولوجي، وقد اقترح رحلة بلا عودة إلى المريخ كخيار ممكن الحدوث.
وفي عام 2005 حصل على كرسي SETI مجموعة عمل لعلم وتقنية ما بعد التحري التابع للأكاديمية الدولية لعلوم ريادة الفضاء Astronautic ، كما يعمل مستشاراً لمنتدى عقل الميكروبات Microbes Mind Forum.

## التعليم
نَشأ بول دافيس في فينتشلي في لندن، وارتاد كلية وودهاوس الواقعة على طريق وودهاوس. ثم درس الفيزياء في كلية لندن الجامعية، وحصل على درجة البكالوريوس في العلوم مع المرتبة الأولى عام 1967.
عام 1970، أكمل دافيس دراساته العليا وحصل على شهادة الدكتوراة من كلية لندن الجامعية، حيث كانت أطروحته بعنوان "مساهمات في الفيزياء النظرية: (أ) التخميد الإشعاعي في التواصل البصري (ب) نظرية الكم
في نظرية الكهرومغناطيسية لوييلر- فاينمان" وكانت بإشراف العالم الفيزيائي البريطاني مايكل سيتون والعالم سيغورد زيناو. أنجز بعد ذلك العديد من الأبحاث في جامعة كمبردج تحت إشراف العالم البريطاني فريد هويل.

## البحث العلمي
شملت أبحاث دافيس مجال الفيزياء النظرية وعلم الكون وعلم الأحياء الفلكي وركز بحثه في مجال نظرية الحقل الكوانتي في منحني الزمكان، وإنجازه المهم
Fulling–Davies–Unruh effect أو أثر أنروه، ووفقًا له فالمراقب المتحرك في الفضاء الفارغ سيتعرض لحمام إشعاع حراري وأنجز مفهوم حالة بونش دافيس Bunch–Davies vacuum state وهو مفهوم يستخدم لتفسير تذبذبات الإشعاع الكوني الخلفي الذي خلفه الإنفجار العظيم

## الجوائز
يتمتع بول دافيس بموهبة تبسيط العلم الحديث وقدمت له أستراليا جائزة أستراليا المتقدمة وجائزتي يوريكا، أما في بريطانيا فحصل على ميدالية كالفن عام 2001 وميدالية فارادي 2002 من الجمعية الملكية البريطانية وكذلك جائزة معهد الفيزياء البريطاني وحصل على جائزة تمبلتون عام 1995.
وكان دافيس على قائمة الشرف الأسترالية عام 2007 في تشريفات عيد ميلاد الملكة. وسمي الكويكيب بول دافيس 6870 على شرفه

## دافيس في الثقافة الشعبية
- ذكر بول دافيس في الرواية النرويجية «ساذج، خارق (Naive, Super)» للكاتب النرويجي إرلند لو والتي نشرت عام 1996 أكثر من مرة.
- حصل على مرتبة رقم إيردوس من ثلاثة.[2]
- أشارت الحلقة 12 من الموسم الخامس من المسلسل التلفزيوني نمبرز (Numb3rs) إلى خلية التفكير الكوني التابعة لبول دافيس في ولاية أريزونا.
- في الحلقة الثالثة من الموسم الأول من السلسلة التلفزيونية الكوميدية الأسترالية (Lawrence Leung's Unbelievable)، أجريت مقابلة مع بول دافيس، وكان موضوع الحلقة «اختطافات الغرباء»، وقد اعترف دافيس فيها بأنه تعرّض لشلل النوم.

## أعماله

### الكتب العامة
- 1974 The Physics of Time Asymmetry, ISBN 0-520-03247-0
- 1978 The Runaway Universe ISBN 0-460-04286-6
- 1979 Stardoom ISBN 0-00-635318-5
- 1980 Other Worlds, ISBN 0-460-04400-1
- 1981 The Edge of Infinity, ISBN 0-14-023194-3
- 1982 The Accidental Universe ISBN 0-521-28692-1
- 1982 Quantum Fields in Curved Space (with N.D. Birrell), ISBN 0-521-27858-9
- 1983 God and the New Physics ISBN 0-14-022550-1
- 1984 Superforce, ISBN 0-04-539006-1
- 1986 The Ghost in the Atom, ISBN 0-521-31316-3
- 1987 The Cosmic Blueprint, ISBN 0-04-440182-5
- 1988 Superstrings: A Theory of Everything ISBN 0-521-35741-1
- 1991 The Matter Myth, ISBN 0-670-83585-4
- 1992 The Mind of God, ISBN 0-671-71069-9
- 1994 The Last Three Minutes ISBN 1-85799-336-5
- 1995 Are We Alone? ISBN 0-14-025179-0
- 1995 About Time: Einstein's Unfinished Revolution  [لغات أخرى]‏, ISBN 0-670-84761-5
- 1998 The Fifth Miracle: : The Search for the Origin and Meaning of Life. New York: Simon and Schuster. ISBN 0-684-83799-4
- 2002 How to Build a Time Machine ISBN 0-14-100534-3
- 2007 The Goldilocks Enigma, also under the title Cosmic Jackpot, ISBN 0-14-102326-0
- 2008 Quantum Aspects of Life (Eds. ديريك أبوت، Paul C. W. Davies, and Arun K. Pati, with foreword by روجر بنروز), ISBN 1-84816-267-7
- 2010 The Eerie Silence, ISBN 1-4001-6551-2
- 2010 Information and the Nature of Reality: From Physics to Metaphysics, ISBN 978-0-521-76225-0

### أبحاث ودراسات
the pantheon: triumph of rome or triumph of compromise 1987

## روابط خارجية
- Paul Davies @ Arizona State University
- BEYOND: Center for Fundamental Concepts in Science
- Interview with Paul Davies at Astroseti.Org
- SETI: Post-Detection Science and Technology Taskgroup
- Summary of Davies' works and biography
- Davies' maths genealogy
- بول دافيس على موقع IMDb (الإنجليزية)
- بول دافيس على موقع الموسوعة البريطانية (الإنجليزية)
- بول دافيس على موقع ميوزك برينز (الإنجليزية)
- بول دافيس على موقع إن إن دي بي (الإنجليزية)
- بول دافيس على موقع قاعدة بيانات الفيلم (الإنجليزية)
- Life & Building E.T. - Davies' Podcast Interview on Ask A Biologist
- Paul Davies's articles in Guardian
- Taking Science on Faith
- Davies to speak on science and science fiction
- Audio interview with Davies on alien intelligence نسخة محفوظة 13 سبتمبر 2010 على موقع واي باك مشين.
- Paul Davies in a debate on Premier Christian Radio on 'Are we alone in the universe?' نسخة محفوظة 15 أبريل 2013 على موقع واي باك مشين.

### أفلام
On an Ultimate Explanation:
- Part 1 على يوتيوب
- Part 2 على يوتيوب
- Part 3 على يوتيوب
- Part 4 على يوتيوب
- Part 5 على يوتيوب
- About Cosmic Jackpot على يوتيوب